# Stelleropsis
Stelleropsis es un género botánico con diez especies de plantas de flores perteneciente a la familia Thymelaeaceae

## Especies seleccionadas
- Stelleropsis altaica
- Stelleropsis antoninae
- Stelleropsis caucasica